# Regentenstraße 37–39 (Mönchengladbach)

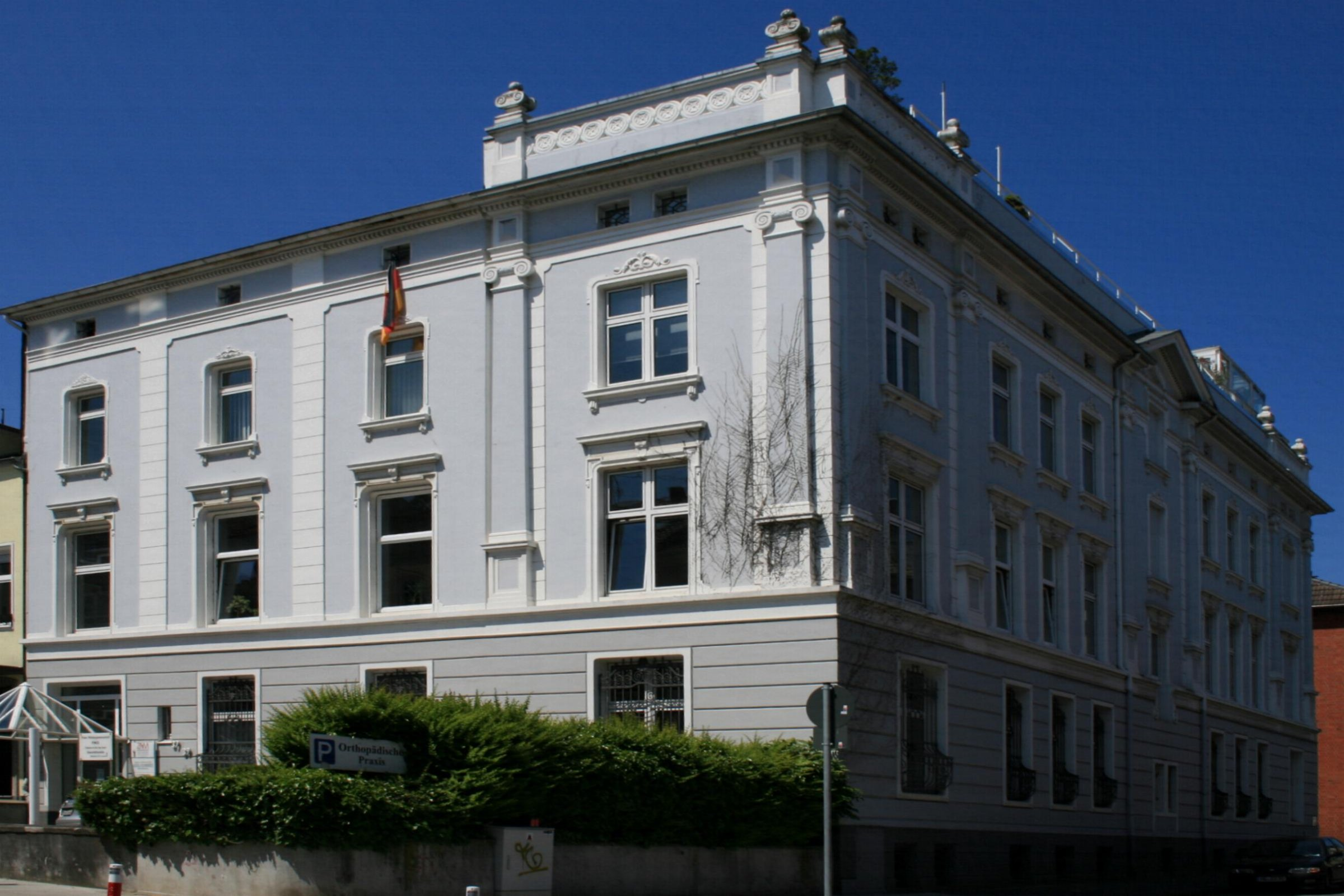
Wohngeschäftshaus (2010)

Das Wohngeschäftshaus Regentenstraße 37–39 steht in Mönchengladbach (Nordrhein-Westfalen).
Das Gebäude wurde um 1900 erbaut. Es wurde unter Nr. R 046 am 7. August 1990 in die Denkmalliste der Stadt Mönchengladbach eingetragen.

## Lage
Das Gebäude liegt an der Nordseite der Regentenstraße in Richtung Eicken als solitäres Gebäude im Winkel zur Blücherstraße. 

## Architektur
Bei dem Haus handelt es sich um einen dreigeschossigen Eckbau mit vier Fensterachsen zur Regentenstraße und neun Achsen zur Blücherstraße. Das Objekt ist aus städtebaulichen und sozialhistorischen Gründen schützenswert.